# Radio Televizija Republike Srpske
Radiotelevizija Republike Srpske (RTRS) je entitetska televizija Republike Srpske u Bosni i Hercegovini. 

## Povijest
Televizija Republike Srpske je počela s radom 19. travnja 1992. godine kada je emitiran prvi Dnevnik iz banjalučkog studija. "Kanal S" iz tadašnjeg Srpskog Sarajeva počinje s emitiranjem programa 6. svibnja 1992. godine kada je emitiran prvi Dnevnik iz srpskosarajevskog studija, sve do 31. prosinca 1993. godine kada je uspostavljen zajednički sustav prijenosa i emitiranja programa pod nazivom "Srpska radio-televizija". Naziv Srpska radio-televizija (SRT) ostaje u upotrebi sve do 1999. godine, nakon čega RTRS dobiva današnji naziv, JP Radio Televizija Republike Srpske. Službeno je osnovano kao javni servis Odlukom Narodne skupštine Republike Srpske 30. prosinca 1993. godine sa sjedištem u Banjoj Luci. Osnivač Radio televizije Republike Srpske je Republika Srpska. Prvi glavni urednik RTRS je bio Ilija Guzina.

## Također pogledajte
- Federalna televizija

## Vanjske poveznice
- Službena stranica RTRS